# Guerra comercial China–Estados Unidos
A guerra econômica entre China e Estados Unidos está em curso desde janeiro de 2018, quando o presidente dos EUA, Donald Trump, começou a impor tarifas e outras barreiras comerciais à China com o objetivo de a forçar a alterar práticas comerciais consideradas desleais pelos EUA e roubo de propriedade intelectual.
O primeiro governo Trump declarou que estas práticas podem contribuir para o déficit comercial entre os EUA e a China e que o governo chinês exige a transferência de tecnologia americana. Em resposta às medidas comerciais dos EUA, o governo chinês acusou a administração Trump de protecionismo nacionalista e tomou medidas retaliatórias.
Após a guerra comercial ter-se intensificado em 2019, em janeiro de 2020, ambas as partes chegaram a um tenso acordo de primeira fase. No final da primeira presidência de Trump, a guerra comercial foi amplamente caracterizada como um fracasso americano.
A administração de Joe Biden manteve as tarifas em vigor e acrescentou taxas adicionais sobre produtos chineses, como veículos elétricos e painéis solares. Em 2024, a campanha presidencial de Trump propôs uma tarifa de 60 por cento sobre os produtos chineses. Em 1º de fevereiro de 2025, o governo Trump aumentou as tarifas sobre a China em 10%, enquanto em 4 de março, o governo as aumentou em outros 10%. Desde fevereiro de 2025, o governo Trump impôs um total de tarifas de 20% à China. Em 2 de abril de 2025, o governo Trump elevou a tarifa total de importação da China para 54%, com o governo chinês prometendo retaliação em resposta.
O ano de 2025 marcou uma intensificação do conflito comercial entre os Estados Unidos e a China no começo do segundo governo Trump, com a imposição de tarifas significativas por ambas as partes. Os EUA estabeleceram uma tarifa de 145% sobre produtos chineses, enquanto a China respondeu com uma tarifa de 125% sobre produtos americanos. Em 11 de abril de 2025, a China anunciou o aumento de suas tarifas sobre importações dos EUA de 84% para 125%, em retaliação às medidas tarifárias dos EUA. O Ministério das Finanças da China afirmou que, caso os EUA continuem impondo tarifas adicionais sobre produtos chineses, essas ações serão ignoradas, pois as importações americanas já não são mais comercializáveis nos níveis tarifários atuais. Apesar das tarifas elevadas, os EUA isentaram certos produtos eletrônicos chineses, como celulares, computadores e microprocessadores, das novas tarifas, buscando mitigar o impacto sobre os consumidores e empresas tecnológicas. A escalada tarifária entre as duas maiores economias do mundo tem gerado preocupações sobre os efeitos nas cadeias de suprimentos globais e no comércio internacional.

## Contexto
Os motivos para essa disputa comercial estão profundamente enraizados na transformação cenário econômico global em relação a uma relativa mudança de poder entre as principais economias, na qual a ascensão econômica da China e a queda no crescimento dos EUA desempenharam um papel crucial. O comércio entre os dois países também passa por um grande desequilíbrio. Em 2017, as exportações dos EUA para China contabilizavam apenas US$ 130,37 bilhões de dólares, enquanto as importações de produtos chineses somavam US$ 505,6 bilhões, causando um déficit de US$ 375,23 bilhões para os EUA, o que desagradou profundamente Trump e líderes do governo.
A taxa de crescimento potencial dos EUA caiu substancialmente no século 21 após um declínio gradual nas décadas anteriores. A queda na taxa de crescimento econômico dos EUA veio acompanhada de aumento de desigualdade, conflitos étnicos, problemas migratórios e recessão estrutural nos chamados “cinturões da ferrugem”. O governo dos EUA está sob pressão para adotar medidas para reverter essa tendência de enfraquecimento do crescimento econômico. Como a desaceleração do crescimento estadunidense ocorreu em um período onde houve aumento da globalização e cada vez mais dependência econômica com outros países, particularmente com a China, fatores externos podem ser comumente vistos como as principais causas desses problemas. Juntamente com o rápido crescimento econômico da China (e de outros países emergentes), a globalização serve como uma importante justificativa para mudanças na política econômica e comercial dos EUA em relação à China.

Utilizando indicadores como a escala de investimento e poupança e o valor agregado de bens industriais e manufaturados, a China já superou os EUA. A China também já ultrapassou os EUA em paridade do poder de compra. Com base nas tendências atuais, a China pode passar os EUA em termos de tamanho geral da economia (medido pela taxa de câmbio do mercado) em aproximadamente 10 anos.

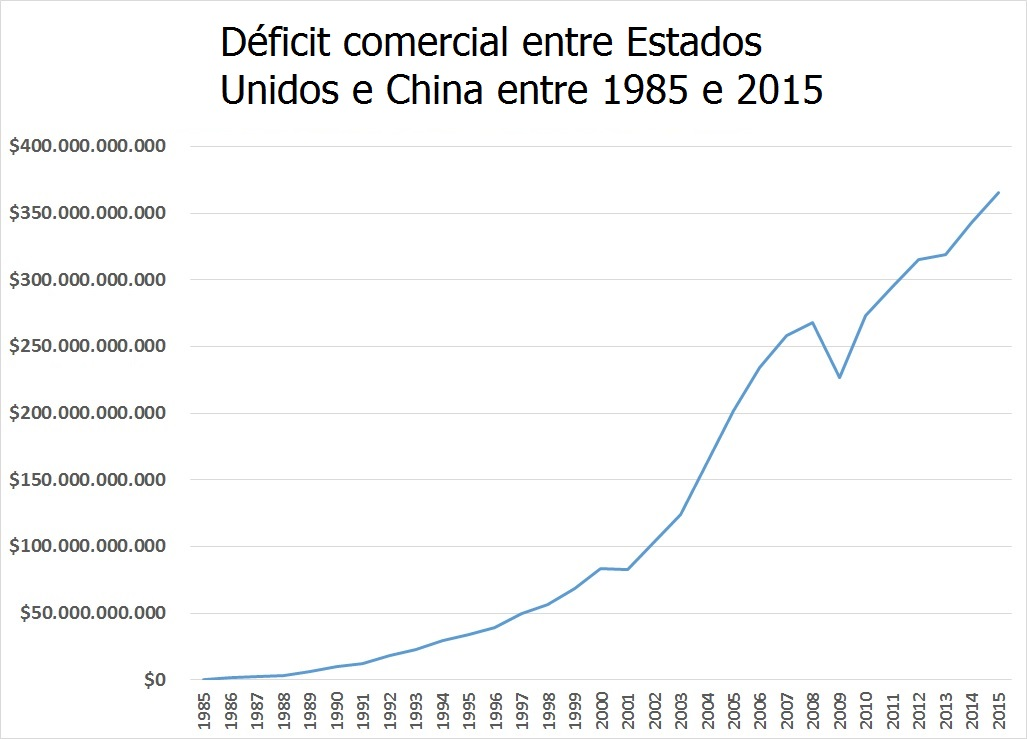
Déficit comercial entre Estados Unidos e China entre 1985 e 2015.

Não somente, os EUA têm amplas críticas ao sistema econômico chinês e considera suas práticas desleais à competitividade internacional, argumentando que a China não respeita as regras da OMC, danificando o sistema global de comércio e o prejudicando o crescimento de novas indústria nos EUA e na Europa. O cenário institucional específico da economia chinesa pode ser facilmente interpretado como um dos principais fatores que causam o desequilíbrio comercial e outros problemas enfrentados pela economia dos EUA.
Um exemplo de política industrial adotada pela China que é criticada é o projeto Made in China 2025, que estaria promovendo o desenvolvimento da indústria de alta tecnologia chinesa e restringindo investimento direto de empresas estrangeiras e suas tecnologias, serviços e produtos, segundo o governo dos EUA. Na visão americana o objetivo chinês é retirar de cena os “líderes industriais globais”, particularmente as empresas americanas. Dessa forma a China poderia alcançar a dominância do mercado global.
No relatório da investigação, baseado na seção 301 do Ato de Comércio, os EUA alegam que a China utiliza quatro táticas não competitivas para adquirir tecnologia.
1. Impondo restrições para empresas estrangeiras de países rivais em benefício de seus parceiros, e aumentando a burocracia na licença administrativa. A China também implementou uma estratégia que exigia que investidores estrangeiros fornecessem tecnologia de ponta e em troca da entrada no mercado chinês.
2. Exigindo processos burocráticos para emissão de licença para empresas estabelecerem operações no país. Isso, segundo os EUA, desobedece as regras da OMC.
3. Retirando investimentos estrangeiros no setor de alta tecnologia dirigida por meio de intervenção estatal.
4. Invadindo as redes comerciais de computador americanas, assim como roubando propriedade intelectual dos EUA. Segundo os EUA, o governo da China apoia e também é responsável pela invasão não autorizada em redes estadunidenses e, deste modo consegue acesso a uma ampla gama de informações comerciais valiosas sobre negócio, onde se incluem segredos comerciais e dados técnicos.

## Histórico

### Período eleitoral e início do mandato de Trump
Durante a eleição presidencial norte-americana de 2016, Donald Trump defendeu a renegociação de acordos comerciais dos Estados Unidos. Em uma reunião com o Conselho Editorial do jornal The New York Times em janeiro de 2016, Trump afirmou que taxaria as importações chinesas para os EUA em 45 por cento. Após ser eleito, prometeu "colocar os EUA em primeiro lugar" e renegociar "acordos bilaterais de comércio justos que tragam empregos e a indústria de volta para a América", se mostrando particularmente preocupado com as relações econômicas entre China e Estados Unidos.
Porém, além de não implementar essas medidas imediatamente após assumir a presidência, a liberação de relatórios em 2017 por parte do Escritório do Representante de Comércio dos EUA, relatando uma “nova abordagem” para a política de comércio estadunidense, sinalizou uma mudança na direção da política comercial dos EUA, colocando a China como o alvo mais importante. O presidente chinês Xi Jinping realizou uma visita a Trump no início de 2017, e foi anunciado o início de um período de negociações que duraria 100 dias sob uma nova plataforma de diálogo, com o objetivo de reduzir o desequilíbrio do comércio bilateral. Esse período de diálogos marcou um momento de estabilidade e cooperação entre os países.

### Consolidação da política comercial estadunidense para com a China
As relações China-Estados Unidos sofreram quando a primeira rodada de diálogos não obteve os resultados esperados. Agravando ainda mais as relações comerciais, em agosto de 2017, o Departamento de Comércio dos Estados Unidos lançou uma investigação contra a China, sob a seção 301 da Lei de Comércio de 1974.
O final de 2017 foi marcado por uma reorientação da política estadunidense e preparação para as disputas comerciais planejadas. O Departamento de Comércio reforçou sua posição em classificar a China como não sendo uma economia de mercado, o que legitima para com a Organização Mundial do Comércio (OMC) a adoção de medidas comerciais especiais, e o presidente Trump fez críticas abertas ao modelo de comércio chinês e a suas práticas econômicas, além de criticar a decisão prévia de apoiar a entrada da China na OMC. Essas ações demonstram uma mudança de princípios, da defesa do comércio livre para uma ideia de comércio “justo”, justificando posicionamentos unilaterais e medidas protecionistas.

### Primeiras imposições tarifárias
Em 22 de janeiro de 2018 a Casa Branca implementou as primeiras medidas protecionistas via tarifas sobre importações, impondo tarifas de 50% sobre todas as máquinas de lavar e de 30% sobre todos os painéis solares importados. Em 8 de março, anuncia tarifas de 25 e 10% sobre aço e alumínio, respectivamente. Apesar de não serem direcionadas especificamente a importações provenientes da China, causaram danos significativos nos interesses econômicos chineses.

Em 22 de março de 2018, Trump assinou um memorando anunciando os resultados da investigação da Seção 301 sobre a China e instruindo o Representante de Comércio dos Estados Unidos (USTR) a aplicar tarifas de US$ 50 bilhões em produtos chineses. Em um comunicado oficial, o presidente afirmou que as tarifas eram "uma resposta às práticas comerciais desleais da China ao longo dos anos", incluindo o roubo de propriedade intelectual norte-americana. Em 2 de abril, o Ministério do Comércio da China, em retaliação, impôs tarifas sobre 128 produtos norte-americanos, incluindo sucatas de alumínio, aviões, automóveis, produtos suínos e soja (com tarifas de 25 por cento), além de frutas, nozes e tubos de aço (de 15 por cento) no valor total de US$ 3 bilhões. No dia seguinte, o USTR publicou uma lista das mais de 1 300 categorias de importações chinesas nas quais planejava impor taxas, incluindo peças de aeronaves, baterias, televisores de tela plana, dispositivos médicos, satélites e armas. Em retaliação, a China impôs tarifas adicionais de 25 por cento em 106 importações de 14 categorias, incluindo aviões, automóveis e soja, que são as principais exportações agrícolas norte-americanas para o país totalizando US$ 50 bilhões. Em 5 de abril, Trump instruiu o USTR a considerar US$ 100 bilhões em tarifas adicionais.

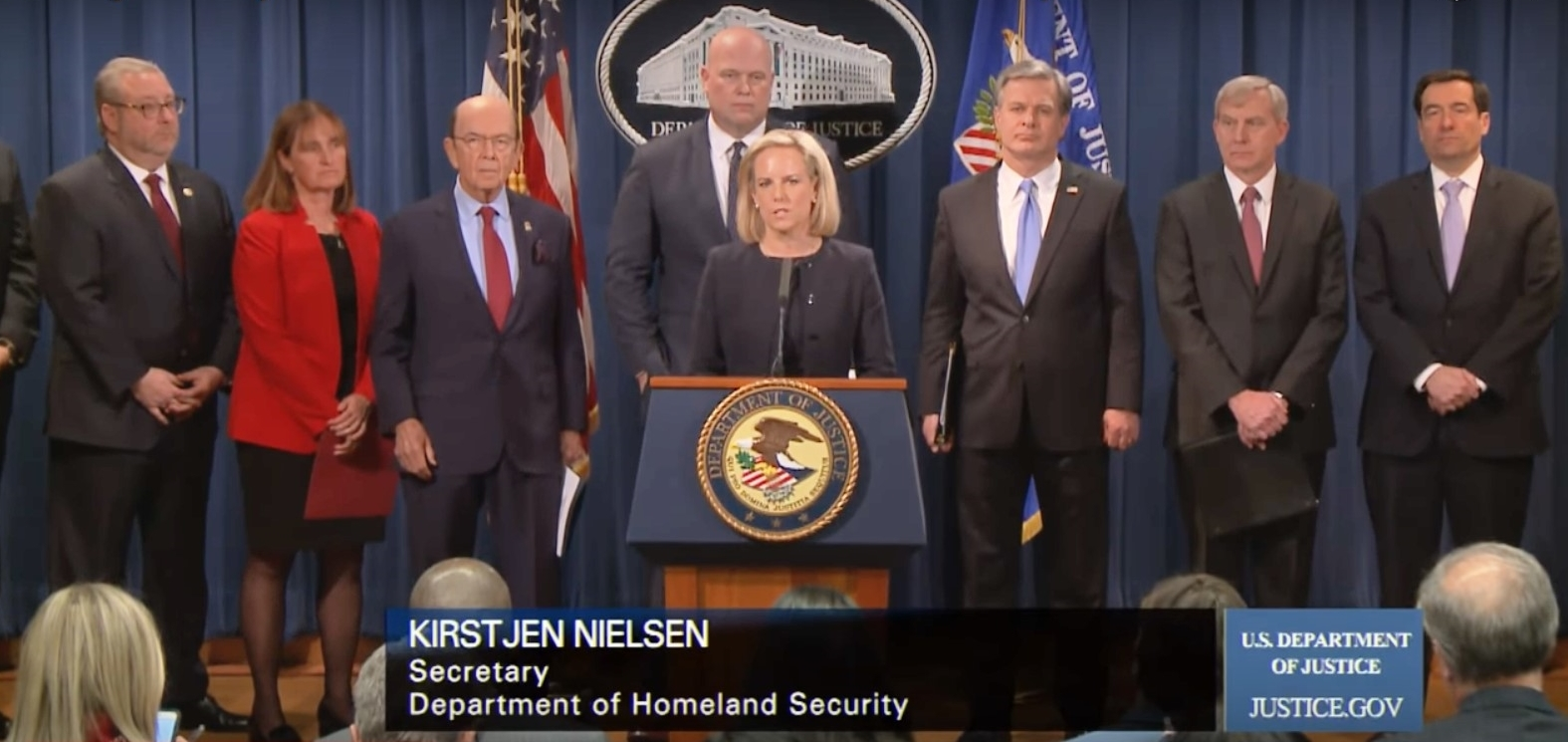
Departamento de Segurança Interna dos Estados Unidos Segurança Interna Kirstjen Nielsen, Atuando Procurador-Geral Matthew Whitaker, Secretário do Comércio Wilbur Ross e Federal Bureau of Investigation diretor Christopher A. Wray em 2019 anuncia 23 acusações criminais contra a Huawei e Wanzhou Meng da China.

Trump negou que a disputa fosse uma guerra comercial, tendo declarado no Twitter em abril de 2018 que "a guerra foi perdida há muitos anos pelas pessoas tolas ou incompetentes que representavam os EUA", acrescentando que "agora temos um déficit comercial de US$ 500 bilhões por ano, com roubo de propriedade intelectual de outros US$ 300 bilhões. Não podemos deixar isso continuar." O secretário de Comércio dos EUA, Wilbur Ross, declarou que as tarifas chinesas planejadas representavam apenas 0,3 por cento do produto interno bruto norte-americano, enquanto a secretária de imprensa Sarah Huckabee Sanders afirmou que as mudanças causariam "sofrimento a curto prazo", mas trariam "sucesso a longo prazo".

### Desenvolvimento da disputa comercial
Durante o Boao Forum, em 10 de abril de 2018, o presidente chinês Xi Jinping anunciou medidas para aumentar a abertura do mercado chinês. O comunicado foi bem-visto internacionalmente e aos olhos do presidente americano. Em 18 de abril, a delegação americana na OMC apresentou um relatório ao Órgão de Solução de Controvérsias em resposta ao pedido de consulta da China sob o mecanismo de definição de disputas da OMC. Isso ajudou a criar condições para que ambos os países engajassem em negociações sob as regras da OMC.
Em maio de 2018, a China e os EUA conduziram duas rodadas de negociações. No início do mês, a delegação estadunidense, liderada pelo Secretário do Tesouro, visitou o Vice-Premier Lui He em Pequim. Foi relatado que apesar de entrarem em acordo sobre alguns assuntos, “ainda existiam diferenças consideráveis”. Entre 17 e 18 de maio outra rodada de negociações foi conduzida, dessa vez em Washington. Por sua vez, esses encontros levaram a um acordo inicial e uma declaração conjunta de ambos os países foi emitida onde ambos os lados prometeram tomar medidas efetivas para diminuir o déficit dos EUA para com a China e com a China se comprometendo a aumentar seu volume de importações de produtos e serviços estadunidenses. Em 20 de maio, o secretário do Tesouro, Steven Mnuchin, em entrevista ao jornal Fox News Sunday, declarou que "estamos suspendendo a guerra comercial".
A Casa Branca anunciou inesperadamente em 29 de maio que imporia uma tarifa de 25 por cento sobre US$ 50 bilhões de produtos chineses com "tecnologia industrialmente significativa"; a lista completa dos produtos seria anunciada até 15 de junho, e as tarifas seriam implementadas "logo em seguida". O governo norte-americano também declarou que anunciaria e imporia restrições ao investimento e reforçaria os controles de exportação de indivíduos e organizações chinesas para evitar que adquiram a tecnologia dos EUA, a ser anunciada em 30 de junho, e que seria implementada "logo em seguida". A BBC informou em 3 de junho que a China havia "avisado que todas as negociações comerciais entre Pequim e Washington serão anuladas se os EUA estabelecerem sanções comerciais".

### Disputas recentes
Em 15 de junho de 2018, Trump declarou em um curto comunicado que os Estados Unidos imporiam uma tarifa de 25 por cento sobre US$ 50 bilhões das exportações chinesas; US$ 34 bilhões começariam em 6 de julho, com mais US$ 16 bilhões em uma data posterior. O Ministério do Comércio da China acusou os Estados Unidos de lançar uma disputa comercial e declarou que o país responderia da mesma forma com tarifas semelhantes para as importações norte-americanas, a partir de 6 de julho. Três dias depois, a Casa Branca declarou que os EUA imporiam tarifas adicionais de 10 por cento sobre outros US$ 200 bilhões em importações chinesas se a China retaliasse as tarifas do país. O Ministério do Comércio da China respondeu rapidamente que a China iria "revidar com força". Em 6 de julho, as tarifas norte-americanas sobre US$ 34 bilhões em produtos chineses entraram em vigor. No mesmo dia a China ativou tarifas retaliatórias com o mesmo valor. As tarifas representaram 0,1 por cento do produto interno bruto global. Em 10 de julho os EUA divulgaram uma lista inicial dos US$ 200 bilhões adicionais de produtos chineses que estariam sujeitos a uma tarifa de 10%. Por sua vez, a China promete retaliar com tarifas adicionais sobre produtos americanos totalizando US$ 60 bilhões caso a administração de Trump decida prosseguir com a decisão de impor os US$ 200 bilhões de tarifas sobre produtos chineses.
Em agosto, as listas de produtos a serem taxados por ambos os lados foram divulgadas e 25% de tarifas sobre US$ 16 bilhões foram implementadas reciprocamente. Em 24 de setembro de 2018, EUA e China implementam US$ 200 bilhões e US$ 60 bilhões em tarifas sobre o outro país, respectivamente, escalando a guerra comercial ao seu nível mais intenso até o momento.
O final de 2018 e início de 2019 foi marcado por progresso nas negociações. Em dezembro Xi Jinping e Trump anunciam que irão engajar em negociações intensivas por 90 dias. Em fevereiro Trump divulga que o aumento de tarifas seria suspendido devido a evoluções nas negociações. Porém em maio de 2019 a administração Trump anunciou formalmente sua intenção de aumentar as tarifas em US$ 200 bilhões de importações chinesas de 10% para 25% a partir de 10 de maio. Anteriormente, a Reuters tinha informado que a China recuou em quase todos os aspectos de um possível pacto comercial em negociação entre EUA e China.

## Principais Desdobramentos
Considerando os acontecimentos supracitados, era possível imaginar algumas contingências para ambos os países. Os desdobramentos dessa Guerra Comercial já estão tendo efeito na vida e na economia dos próprios americanos.
Na sequência de anúncios da escalada de tarifas entre EUA e China, representantes de várias grandes indústrias norte-americanas expressaram seus temores sobre os efeitos em seus negócios. Organizações críticas à intensificação da guerra comercial incluíram o Conselho Nacional de Produtores de Carne Suína, a Associação Americana de Soja e a Associação de Líderes da Indústria de Varejo. Vários prefeitos representando cidades com forte dependência do setor manufatureiro também expressaram suas preocupações. Por outro lado, o presidente da Associação Americana de Manufatura, Scott Paul, apoiou as tarifas.
Antecipando as tarifas que entraram em vigor, os preços das ações nos EUA sofreram perdas significativas nas duas semanas anteriores. Paradoxalmente, em 6 de julho de 2018, quando as tarifas entraram em vigor, os mercados se recuperaram graças ao relatório positivo da geração de empregos. Mercados asiáticos também terminaram o dia com variação positiva.
Recentemente, após o aumento das tarifas de importação de 10% para 25%, autorizado por Trump, sobre os produtos chineses, em maio de 2019, os próprios americanos observaram que as tarifas maiores aumentaram o custo de vida nos EUA devido à alta demanda dos produtos provenientes da China. Ratificando essa consequência, a multinacional americana Walmart afirmou que essas novas tarifas de importação levariam a preços mais altos em uma ampla variedade de bens de consumo. Grupos de comércio varejista alertam que preços mais altos serão a norma, já que a China forneceu cerca de 41% de todo o vestuário, 72% de todo calçado e 84% de todos os artigos de viagem importados para os Estados Unidos em 2017.
As tarifas de Trump também sobrecarregam os produtores americanos, aumentando o custo de insumos e suprimentos da China. A maior parte da importação dos EUA em relação à China é originada dos bens intermediários e equipamentos de capital, tais produtos são primordiais para fábricas e oficinas americanas. Sendo assim, a elevação dos custos desses suprimentos acaba prejudicando a competitividade das próprias empresas americanas, reduzindo as vendas tanto no mercado interno como externo.
Nesse sentido, além desses desdobramentos para os americanos, a Guerra Comercial também gerou algumas consequências para a China. Considerando as ambições chinesas, principalmente em relação à sua expansão global, com a “Belt and Road Initiative”, as restrições orçamentárias da China como resultado da Guerra Comercial podem forçar os líderes chineses a repensar se os projetos de cinturão e estradas estão indo além do projeto original.
Outra questão importante para os chineses envolve uma grande multinacional chinesa, a Huawei. Uma das estratégias americanas na Guerra Comercial foi justamente decisão tomada por Trump em relação à inclusão da Huawei na lista de empresas proibidas de comprar de fornecedores americanos.
Essa medida coloca em risco o desenvolvimento da tecnologia 5G e pode provocar um retrocesso na instalação de redes 5G em todo o mundo, tendo em vista que diferentes países e operadoras de celular que já gastaram bilhões de dólares para construir redes locais de 5G terão de recomeçar do zero, buscando outros fornecedores, como Nokia e Ericsson, a custos maiores.
Outro ponto importante dessa investida norte-americana é o fato de que não será um duro golpe apenas contra a Huawei, mas afetará também os negócios bilionários de gigantes dos EUA, como as fabricantes de chips Qualcomm e Micron Technology, por exemplo. Esse embargo sobre a Huawei se mostrou tão impactante que as ações de algumas das gigantes do setor americano de tecnologia caíram. Sendo assim, o próprio governo dos EUA suspendeu, no dia 20 de maio de 2019, as sanções impostas à empresa chinesa, em caráter temporário. O motivo é justamente o possível impacto negativo que essa ruptura causaria nas empresas americanas, considerando que o veto repentino faria que muitas empresas precisassem rever suas estratégias em cima da hora e isso poderia causar até blecautes de internet em diferentes regiões do país, já que a chinesa é fornecedora de equipamentos de rede nos EUA.

## Cronologia
- 20 de janeiro de 2017. Donald Trump toma posse como presidente dos Estados Unidos
- 6 de abril de 2017. Xi Jinping visita Donald Trump em Mar-a-lago, na Flórida. Lançado o plano de 100 dias.
- 20 de julho de 2017. Ocorre a primeira rodada de diálogos sob o plano dos 100 dias, sem sucessos.
- 18 de agosto de 2018. EUA lança investigação contra a China, baseada na seção 301 da Lei de Comércio.
- Outubro de 2017. Departamento de Comércio dos Estados Unidos reiteram o status da China como não sendo uma economia de mercado
- Novembro de 2017. Trump faz visita oficial à China, visando reestruturar relações comerciais. Logo após, faz discurso no summit no Vietnam da Cooperação Econômica Ásia-Pacífico criticando o modelo de comércio chinês e suas práticas econômicas.
- Dezembro de 2017. Publicado o documento National Security Strategy of the United States of America, declarando a China como um “revisionista” das leis internacionais e um “rival” dos Estados Unidos.
- 22 de janeiro de 2018. EUA impõem taxas de 50 e 30% sobre todas as importações de máquinas de lavar e painéis solares, respectivamente.
- 8 de março de 2018. EUA impõem taxas de 25 e 10% sobre todas as importações de aço e alumínio.
- 22 de março de 2018. Trump assina um memorando anunciando a descoberta de práticas comerciais desleais por parte da China e instrui a imposição de tarifas no valor de US$ 50 bilhões.
- 2 de abril de 2018. Ministério do Comércio da China impõe tarifas sobre 128 produtos norte-americanos no valor de US$ 3 bilhões.
- 3 de abril de 2018. EUA publica lista de produtos a serem taxados.
- 4 de abril de 2018. Governo chinês anuncia tarifas em importações estadunidenses, totalizando US$ 50 bilhões.
- 5 de abril de 2018. Trump instrui o Representante de Comércio estadunidense a considerar US$ 100 bilhões em tarifas adicionais.
- 10 de abril de 2018. Xi Jinping anuncia planos de maior abertura da economia chinesa no fórum de Boao.
- 18 de abril de 2018. Delegação americana na OMC apresenta relatório em resposta ao pedido chinês de consulta na OMC.
- 4 de maio de 2018. Representantes da China e dos EUA se encontram em Pequim, sem muitos resultados.
- 17 e 18 de maio de 2018. Representantes da China e dos EUA se encontram em Pequim, desta vez chegando em um acordo.
- 19 de maio de 2018. Publicada declaração conjunta.
- 29 de maio de 2018. EUA desiste de acordo e anuncia que que imporia uma tarifa de 25% no valor de US$ 50 bilhões sobre produtos chineses com "tecnologia industrialmente significativa".
- 3 de junho de 2018. China avisa que todas as negociações comerciais entre Pequim e Washington serão anuladas se os EUA estabelecerem sanções comerciais.
- 15 de junho de 2018. Trump declarou em um curto comunicado que os Estados Unidos imporiam uma tarifa de 25% no valor de US$ 50 bilhões sobre importações chinesas; US$ 34 bilhões começariam em 6 de julho, com mais US$ 16 bilhões em uma data posterior.
- 16 de junho de 2018. Ministério do Comércio da China acusou os Estados Unidos de lançar uma disputa comercial e declarou que o país responderia da mesma forma com tarifas semelhantes para as importações norte-americanas.
- 6 de julho de 2018. As tarifas norte-americanas no total de US$ 34 bilhões em produtos chineses entram em vigor. No mesmo dia a China ativou tarifas retaliatórias com o mesmo valor.
- 10 de julho de 2018. EUA divulga uma lista inicial dos produtos chineses que estariam sujeitos a uma tarifa de 10% totalizando US$ 200 bilhões de tarifas adicionais.
- 12 de julho de 2018. China promete retaliar com tarifas adicionais em produtos americanos, totalizando US$ 60 bilhões.
- 3 de agosto de 2018. China publica lista de produtos americanos a serem taxados caso Trump persista nas taxações.
- 8 de agosto de 2018. Lista de produtos chineses a serem taxados em 25% pelos EUA no valor de US$ 16 bilhões é divulgada.
- 23 de agosto de 2018. Tarifas anunciadas dia 8 de agosto pelos EUA entram em vigor. China retalia com tarifas de mesma proporção e valor.
- 17 de setembro de 2018. EUA anuncia que os 10% de tarifas no total de US$ 200 bilhões sobre produtos chineses entraria em vigor no dia 24 de setembro.
- 18 de setembro de 2018. China anuncia que a retaliação no total de US$ 60 bilhões entrará em vigor simultaneamente aos impostos americanos.
- 24 de setembro de 2018. Tarifas de US$ 200 bilhões e US$ 60 bilhões sobre China e EUA entram em vigor.
- 1 de dezembro de 2018. Os presidentes Trump e Xi se reuniram na Cúpula do G20 na Argentina, onde anunciaram que manterão negociações intensivas durante 90 dias.
- 24 de fevereiro de 2019. Trump anunciou que os aumentos de tarifas seriam suspensos por causa do progresso nas recentes negociações comerciais.
- 8 de maio de 2019. EUA anuncia a intenção de aumentar as tarifas em US$ 200 bilhões de importações chinesas de 10% para 25% a partir de 10 de maio.

### 2025
- 1 de fevereiro: após o mandato de Joe Biden expirar e Donald Trump ser reempossado como presidente dos Estados Unidos, ele aumentou as tarifas sobre a China em 10%.[61]
- 4 de fevereiro: a China respondeu com uma tarifa de 15% sobre o carvão e os produtos de gás natural liquefeito, e de 10% sobre o petróleo bruto, máquinas agrícolas e automóveis de grande cilindrada vindas dos EUA.[62]
- 3 de março: o presidente dos EUA, Donald Trump, implementou novas tarifas de 25% sobre as importações do México e do Canadá, ao mesmo tempo que aumentou os impostos sobre produtos chineses em mais 10%, iniciando assim novas disputas comerciais com os três principais parceiros comerciais dos EUA.[12]
- 4 de março: a China impôs uma tarifa de 15% sobre frango, trigo, milho e algodão originários dos Estados Unidos;[13] e uma tarifa de 10% sobre sorgo, soja, carne suína, carne bovina, produtos aquáticos, frutas, vegetais e laticínios originários dos Estados Unidos, com efeito a partir de 10 de março de 2025.[63][64]

## Repercussões

### Atores não diretamente interessados
Considerando que China e EUA são as duas maiores potências econômicas do mundo e são os atores diretamente interessados nessa disputa, a Guerra Comercial travada entre os dois países acaba envolvendo, indiretamente, diversos países e talvez alcance uma escala global, dependendo do desfecho dessa disputa. Nesse sentido, serão demonstrados a seguir os efeitos dessa guerra para alguns países não diretamente interessados.
O Brasil é um dos países que é impactado indiretamente por essa disputa. Apesar das projeções a longo prazo não serem favoráveis para o Brasil, a perspectiva é outra no curto prazo. Em 2018, primeiro ano da guerra comercial, as exportações brasileiras para a China cresceram 35% na comparação com 2017, gerando uma balança comercial positiva para o Brasil em US$ 30 bilhões. A explicação para isso é simples. Com a imposição de tarifas, fica mais caro para a China comprar produtos dos EUA, e para os americanos comprarem produtos chineses. Os dois países precisam, então, procurar outros fornecedores para evitar o encarecimento das importações.
O principal impacto positivo, para o Brasil, no curto prazo foi o aumento das exportações para a China, principalmente em relação à soja, considerando que os produtores chineses compraram no ano passado US$ 7 bilhões a mais que em 2017.
Nesse contexto de guerra comercial e sem uma solução aparente a curto prazo, Pequim parece ter constatado que o inimigo de seu inimigo pode ser seu melhor aliado. Trata-se da Rússia, de Vladimir Putin, que tem algumas divergências com Trump. Com isso, após Putin acusar Washington de protagonizar um "egoísmo econômico desenfreado" e criticar os esforços da Casa Branca para barrar um gasoduto russo na Europa e a "campanha" contra a chinesa Huawei, o presidente russo decidiu mostrar o seu apoio à China na guerra comercial, propondo que a Huawei levasse a rede 5G para Rússia. As tensões geradas pela guerra comercial entre China e EUA só foram mais um fator para a fortalecer a relação entre China e Rússia, considerando que nos últimos anos a China se tornou a principal parceira comercial da Rússia.
Ainda considerando os efeitos no curto prazo, outro ator que pode ser afetado por essa disputa comercial é o bloco da União Europeia. Isso também acontece pela tendência de redução do comércio bilateral entre China e EUA. Sendo assim, a estimativa da UNCTAD (Conferência das Nações Unidas sobre Comércio e Desenvolvimento) é de que a União Europeia exporte cerca de U$ 70 bilhões do comércio que antes era realizado apenas entre EUA e China.
Considerando o longo prazo, e o prolongamento da guerra comercial, países em desenvolvimento da África, sudeste da Ásia e América Latina têm maior risco de serem economicamente afetados. Nesse contexto, tal efeito não será sentido apenas pelos países supracitados, pois como afirma o professor de política comparada da Universidade Chinesa de Hong Kong, James F. Downes, "Se a guerra comercial se prolongar, com alta de tarifas sobre bens e serviços, é possível que tenhamos uma recessão em escala global, com retração do PIB em vários países, principalmente dos mais alinhados com a China e os Estados Unidos".